# Martin Järveoja
Martin Järveoja (* 18. srpen 1987) je estonský rallyový spolujezdec. V sezóně 2017 jezdil ve WRC s Ottem Tänakem ve voze Ford Fiesta WRC za tým M-Sport, sezónu 2018 a 2019 Järveoja spolu s Tänakem absolvoval u Toyoty. Od sezony 2020 se učastní Mistrovství světa v rallye pod hlavičkou Hyundai Shell Mobis WRT.

## Závodní kariéra
Järveoja začal svou rally kariéru v roce 2006, kdy byl navigátorem u několika jezdců včetně svého bratrance Kena Järveoji a strýce Tarma Järveoji, který se účastnil národních rallye soutěžích. V roce 2010 debutoval na Mistrovství světa v rallye, kdy byl spolujezdcem Karla Kruudy v Jordánsku. Na World Rally Championship-2 v sezóně 2014 skončili pátí. Zaznamenali také 2 vítězství: ve Finsku a Švédsku.
V prosinci 2016 podepsal smlouvu s týmem M-Sport World Rally Team a sezónu 2017 absolvoval s Ottem Tänakem. Martin Järveoja a Ott Tänak dosáhli svého prvního vítězství v Mistrovství světa v rallye na Sardinské rallye v roce 2017. Dne 20. listopadu na slavnostním udílení cen za sezónu 2017 v Sydney získal cenu pro „Nejlepšího spolujezdece roku“. Dne 18. října bylo potvrzeno, že usedne do vozu Toyota Yaris WRC týmu TOYOTA GAZOO Racing WRT a spolu s Ottem Tänakem absolvuje celou sezónu 2018.

## Výhry

### Vítězství ve WRC
| # | Sezóna | Podnik                         | Jezdec    | Vůz              |
| - | ------ | ------------------------------ | --------- | ---------------- |
| 1 | 2017   | 14° Rally Italia Sardegna      | Ott Tänak | Ford Fiesta WRC  |
| 2 | 2017   | 35. ADAC Rallye Deutschland    | Ott Tänak | Ford Fiesta WRC  |
| 3 | 2018   | 38. YPF Rally Argentina        | Ott Tänak | Toyota Yaris WRC |
| 4 | 2018   | 68th Neste Rally Finland       | Ott Tänak | Toyota Yaris WRC |
| 5 | 2018   | 36. ADAC Rallye Deutschland    | Ott Tänak | Toyota Yaris WRC |
| 6 | 2018   | 11. Marmaris Rally Turkey      | Ott Tänak | Toyota Yaris WRC |
| 7 | 2019   | 67. Rally Sweden               | Ott Tänak | Toyota Yaris WRC |
| 8 | 2019   | 1. Copec Rally Chile           | Ott Tänak | Toyota Yaris WRC |
| 9 | 2019   | 53. Vodafone Rally de Portugal | Ott Tänak | Toyota Yaris WRC |

## Výsledky

### Výsledky ve WRC
| Rok  | Účastník                 | Vůz                   | 1     | 2      | 3      | 4      | 5       | 6       | 7       | 8       | 9       | 10     | 11     | 12      | 13      | 14  | Pořadí | Body |
| ---- | ------------------------ | --------------------- | ----- | ------ | ------ | ------ | ------- | ------- | ------- | ------- | ------- | ------ | ------ | ------- | ------- | --- | ------ | ---- |
| 2010 | World Rally Team Estonia | Suzuki Swift S1600    | SWE   | MEX    | JOR 22 | TUR 31 | NZL     | POR 27  | BUL 18  | FIN     | GER 30  | JPN    | FRA    |         |         |     | NC     | 0    |
| 2010 | World Rally Team Estonia | Honda Civic Type-R R3 |       |        |        |        |         |         |         |         |         |        |        | ESP 28  |         |     | NC     | 0    |
| 2010 | Karl Kruuda              | Suzuki Swift S1600    |       |        |        |        |         |         |         |         |         |        |        |         | GBR Ret |     | NC     | 0    |
| 2011 | ME3 Rally Team           | Škoda Fabia S2000     | SWE   | MEX 15 | POR 13 | JOR 11 | ITA 21  | ARG     | GRE 23  | FIN 27  | GER 22  | AUS    | FRA    | ESP 28  |         |     | NC     | 0    |
| 2011 | Karl Kruuda              | Ford Fiesta S2000     |       |        |        |        |         |         |         |         |         |        |        |         | GBR 28  |     | NC     | 0    |
| 2012 | Karl Kruuda              | Ford Fiesta S2000     | MON   | SWE    | MEX    | POR    | ARG     | GRE     | NZL     | FIN 12  |         | GBR 21 | FRA    | ITA Ret | ESP 23  |     | NC     | 0    |
| 2012 | Karl Kruuda              | Škoda Fabia S2000     |       |        |        |        |         |         |         |         | GER Ret |        |        |         |         |     | NC     | 0    |
| 2013 | MM Motorsport            | Ford Fiesta R5        | MON   | SWE    | MEX    | POR    | ARG     | GRE     | ITA     | FIN Ret | GER 18  | AUS    | FRA    | ESP     | GBR     |     | NC     | 0    |
| 2014 | Printsport               | Ford Fiesta S2000     | MON   | SWE 11 | MEX    | POR 12 | ARG     |         |         | FIN 10  | GER     | AUS    | FRA    | ESP 24  | GBR 16  |     | 28.    | 1    |
| 2014 | Tagai Racing Technology  | Peugeot 208 T16       |       |        |        |        |         | ITA 15  | POL Ret |         |         |        |        |         |         |     | 28.    | 1    |
| 2015 | ME3 Rally Team           | Citroën DS3 R5        | MON   | SWE    | MEX    | ARG    | POR 26  | ITA Ret | POL 14  | FIN     | GER     | AUS    | FRA    | ESP     | GBR     |     | NC     | 0    |
| 2016 | Drive DMACK Trophy Team  | Ford Fiesta R5        | MON   | SWE    | MEX    | ARG    | POR Ret | ITA 11  | POL 23  | FIN Ret | GER     | CHN C  | FRA    | ESP     | GBR     | AUS | NC     | 0    |
| 2017 | M-Sport World Rally Team | Ford Fiesta WRC       | MON 3 | SWE 2  | MEX 4  | FRA 11 | ARG 3   | POR 4   | ITA 1   | POL Ret | FIN 7   | GER 1  | ESP 3  | GBR 6   | AUS 2   |     | 3.     | 191  |
| 2018 | Toyota GAZOO Racing WRT  | Toyota Yaris WRC      | MON 2 | SWE 9  | MEX 14 | FRA 2  | ARG 1   | POR Ret | ITA 9   | FIN 1   | GER 1   | TUR 1  | GBR 19 | ESP 6   | AUS Ret |     | 3.     | 181  |
| 2019 | Toyota GAZOO Racing WRT  | Toyota Yaris WRC      | MON 3 | SWE 1  | MEX 2  | FRA 6  | ARG 8   | CHL 1   | POR 1   | ITA 5   | FIN     | GER    | TUR    | GBR     | ESP     | AUS | 1.     | 150* |

### Výsledky ve WRC 2
| Rok  | Účastník                | Vůz               | 1   | 2     | 3   | 4     | 5       | 6       | 7       | 8       | 9     | 10    | 11  | 12    | 13    | 14  | Pořadí | Body |
| ---- | ----------------------- | ----------------- | --- | ----- | --- | ----- | ------- | ------- | ------- | ------- | ----- | ----- | --- | ----- | ----- | --- | ------ | ---- |
| 2013 | MM Motorsport           | Ford Fiesta R5    | MON | SWE   | MEX | POR   | ARG     | GRE     | ITA     | FIN Ret | GER 5 | AUS   | FRA | ESP   | GBR   |     | 29.    | 10   |
| 2014 | Printsport              | Ford Fiesta S2000 | MON | SWE 1 | MEX | POR 4 | ARG     |         |         | FIN 1   | GER   | AUS   | FRA | ESP 7 | GBR 5 |     | 5.     | 90   |
| 2014 | Tagai Racing Technology | Peugeot 208 T16   |     |       |     |       |         | ITA 4   | POL Ret |         |       |       |     |       |       |     | 5.     | 90   |
| 2015 | ME3 Rally Team          | Citroën DS3 R5    | MON | SWE   | MEX | ARG   | POR 11  | ITA Ret | POL 3   | FIN     | GER   | AUS   | FRA | ESP   | GBR   |     | 25.    | 15   |
| 2016 | Drive DMACK Trophy Team | Ford Fiesta R5    | MON | SWE   | MEX | ARG   | POR Ret | ITA 3   | POL 10  | FIN Ret | GER   | CHN C | FRA | ESP   | GBR   | AUS | 18.    | 16   |

### Výsledky ve JWRC
| Rok  | Účastník                 | Vůz                   | 1     | 2     | 3     | 4     | 5   | 6      | Pořadí | Body |
| ---- | ------------------------ | --------------------- | ----- | ----- | ----- | ----- | --- | ------ | ------ | ---- |
| 2010 | World Rally Team Estonia | Suzuki Swift S1600    | TUR 6 | POR 2 | BUL 5 | GER 3 | FRA |        | 4.     | 59   |
| 2010 | World Rally Team Estonia | Honda Civic Type-R R3 |       |       |       |       |     | ESP 28 | 4.     | 59   |

### Výsledky ve SWRC
| Rok  | Účastník       | Vůz               | 1     | 2     | 3     | 4     | 5     | 6     | 7   | 8     | Pořadí | Body |
| ---- | -------------- | ----------------- | ----- | ----- | ----- | ----- | ----- | ----- | --- | ----- | ------ | ---- |
| 2011 | ME3 Rally Team | Škoda Fabia S2000 | MEX 4 | JOR 2 | ITA 6 | GRE 8 | FIN 7 | GER 5 | FRA | ESP 7 | 6.     | 64   |